# Ernestina (Buenos Aires)
Ernestina es una localidad del partido de Veinticinco de Mayo, provincia de Buenos Aires, Argentina.

## Población
Cuenta con 145 habitantes (Indec, 2010), lo que representa un descenso del 35% frente a los 222 habitantes (Indec, 2001) del censo anterior.
| Gráfica de evolución demográfica de Ernestina entre 1991 y 2010 |
|                                                                 |
| Fuente: Censos nacionales del INDEC                             |

## Miscelánea
Existe un documental argentino llamado "La gente del río" donde se observan los aspectos de la vida cotidiana en la localidad, contada por sus habitantes.